# Bull Connor
Theophilius Eugene Connor (11. července 1897 – 10. března 1973), známý spíše jako Bull Connor, byl americký politik, který negativně proslul především svým působením na pozici komisaře veřejné bezpečnosti ve městě Birmingham v Alabamě a také bojem proti aktivitám Afroamerického hnutí za občanská práva v 60. letech 20. století. Connor byl pověřen dohledem nad birminghamským požárním sborem a také nad birminghamskou policií. Byl členem Demokratické strany.
Connor se zasazoval o prosazování zákonů týkajících se rasové segregace a odepírání práv Afroameričanům, obzvláště v roce 1963 při birminghamské kampani americké organizace na ochranu lidských práv Southern Christian Leadership Conference. Stal se mezinárodním symbolem institucionálního rasismu. Bull Connor nařídil použít proti demonstrantům vodní stříkačky a na demonstrující aktivisty (mezi kterými byly i děti) nechal poslat i policejní psy. Americká média přenášela záběry ze samotných demonstrací i ze zásahů proti účastníkům a tyto záběry děsily celé Spojené státy.

## Mládí
Bull Connor se narodil v roce 1897 ve městě Selma v Alabamě do rodiny vlakové dispečerky a telegrafisty. Do politiky vstoupil za Demokratickou stranu v roce 1934, kdy byl zvolen do Alabamské sněmovny reprezentantů. Jako zákonodárce podporoval populistické návrhy pro zlepšení postavení bělochů ve společnosti. V dalším volebním období již do Alabamské sněmovny reprezentantů nekandidoval, namísto toho se ucházel o pozici komisaře veřejné bezpečnosti ve městě Birmingham. V letech 1938 a 1954 neúspěšně kandidoval na guvernéra Alabamy.

## Komisař veřejné bezpečnosti (1937–1952, 1957–1963)
Connor byl zvolen do úřadu v roce 1937. Opakovaně (a úspěšně) kandidoval až do roku 1952, ovšem po krátké pauze se v roce 1957 do úřadu vrátil a na svém místě setrval až do roku 1963.
V roce 1948 Connorovi policisté zadrželi amerického senátora za stát Idaho Glena H. Taylora, který se po boku kandidáta na prezidenta Henryho Wallace ucházel o post viceprezidenta v nadcházejících prezidentských volbách. Taylor byl zadržen kvůli porušení birminghamských zákonů o rasové segregaci.
Na Celonárodní demokratické konferenci v roce 1948, na které se vybírali prezidentští kandidáti za demokratickou stranu pro nadcházející prezidentské volby, odešel Connor ze sálu s celou delegací z Alabamy poté, co byl ustanoven bod politického programu týkající se ochrany občanských práv.
V roce 1954 se znovu ucházel o post guvernéra státu Alabama, ovšem opět neúspěšně. Velký podíl na jeho neúspěchu měl zřejmě kontroverzní návrh, který předložil dříve téhož roku, a kterým chtěl Connor postavit komunismus mimo zákon.

### Afroamerické hnutí za občanská práva
Ihned poté, co se v roce 1957 vrátil na své místo komisaře veřejné bezpečnosti, Connor opět začal aplikovat svůj brutální postup při potlačování hrozeb proti veřejnému pořádku. Nechal provést razii na shromáždění v domě afroamerického aktivisty reverenda Freda Shuttleswortha, na kterém byli také tři duchovní z města Montgomery v Alabamě. V Montgomery tou dobou probíhal bojkot autobusové dopravy a Connor se obával, že by se mohl rozšířit i do Birminghamu. Duchovní nechal zatknout za tuláctví, což byl přečin, u kterého nebylo možné propuštění na kauci.
Shuttlesworth zatčen nebyl, a i přes výhrůžky pokračoval v občansko-právních aktivitách. Jeho kostel se dvakrát stal terčem bombového útoku. Shuttlesworth, jeho žena a bělošský duchovní byli napadeni rozzuřeným davem, když se pokusili použít toalety „pro bělochy“ na místním autobusovém nádraží, kde byly toalety pro bělochy a Afroameričany zvlášť.

## Jezdci Svobody (Freedom Riders)
Na jaře roku 1961 se několik skupin aktivistů za lidská práva vydalo na takzvané „Jízdy svobody“, aby poukázali na rasovou segregaci v mezistátní dopravě. Tyto skupiny se vydaly na cestu po hlavních městech jižanských států a jejich zamýšlenou cílovou destinací bylo město New Orleans. Aktivisté se však brzy setkali s odporem vůči jejich počínání, a dokonce i s násilím.
V začátku května roku 1961 vyhrál Connor s přehledem volby a zahájil své šesté volební období jako komisař veřejné bezpečnosti v Birminghamu. Ze své pozice měl pod kontrolou nejen hasiče a policejní složky, ale také školy, lékařská zařízení a knihovny – tedy instituce, kde všude vládla rasová segregace. Při jedné ze schůzek s kandidátem na starostu Tomem Kingem Connor poznamenal, že očekává příjezd Jezdců svobody do Birminghamu následující neděli. Konkrétně řekl: „Budeme na ně připravení,“ načež King odvětil, „O tom ani v nejmenším nepochybuji, pane komisaři“.
Jezdci svobody přijeli do Birminghamu v polovině května 1961. Poté, co jejich autobus zastavil ve městě Anniston v Alabamě, byli aktivisté prakticky okamžitě napadeni, přičemž policejní složky odmítaly zasáhnout. Za městem na ně potom čekal rozzuřený dav, který zapálil autobus aktivistů, ale žádný z nich nebyl vážně zraněn. Pro aktivisty byl přistaven nový autobus, se kterým vyjeli do Birminghamu. Druhá skupina aktivistů měla také problémy, do jejich autobusu nastoupili v Atlantě členové Ku-klux-klanu a aktivisty napadli.
Jak se autobus s první skupinou aktivistů blížil k autobusovému nádraží v Birminghamu, početný dav členů KKK a televizních štábů se začal shromažďovat. Aktivisté byli napadeni jen pár minut poté, co vystoupili z autobusu a pokusili se objednat si jídlo v části restaurace určené výhradně pro bělochy. Dokonce i několik reportérů dostalo pár ran kovovými tyčemi a baseballovými pálkami. Po patnácti minutách konečně dorazila na místo policie, ovšem tou dobou už byla většina útočníků pryč.
Connor schválně pozdržel příjezd policejních sil na místo. Jejich zpoždění sváděl na několik faktorů a například tvrdil, že „žádný policista nebyl v okolí autobusového nádraží, když došlo k útoku, protože zrovna byl Den matek a policisté je jeli navštívit“. Trval na tom, že násilí vyprovokovali cizí chuligáni a že policejní jednotky přispěchali na místo „tak rychle, jak jen mohli“. O násilí ve městě se mezitím začala zajímat média po celých Spojených státech.

Connor prohlásil:
Jak už jsem několikrát říkal, tohle tu v Birminghamu prostě trpět nebudeme. Pokud to bude nutné, zaplníme každou celu birminghamského vězení a bude nám jedno, komu přitom přišlápneme prsty. Teď mluvím přímo k těmto cizáckým chuligánům – nejlepší pro vás bude, pokud už sem ani nepáchnete, pokud nechcete, aby vás strčili do vězení. Lidé v Birminghamu jsou mírumilovní a přátelští a s nikým zde nemáme problém, pokud nám sem nepřijedete cíleně za účelem dělat problémy. Jak se říká – kdo hledá, najde, a platí to i u lumpáren.
V pozdějších měsících roku 1962 Connor raději nařídil uzavření 60 birminghamských parků, než aby se řídil nařízením federálního soudu zrušit rasovou segregaci.
Poté, co město získalo velmi špatnou pověst, se jeho občané rozhodli změnit způsob rozložení funkcí nad správou města. V tomto systému měla zaniknout funkce komisaře veřejného pořádku, nejvíce kontroly nad chodem města měl mít starosta, a Connor se proto rozhodl na tuto pozici kandidovat za podpory tehdejšího guvernéra státu Alabama George C. Wallace. Ve volbách byl ovšem poražen, a i když se pokusil napadnout změnu systému správy města u Nejvyššího soudu v Alabamě, tak neuspěl. Connorovo působení ve funkci komisaře veřejné bezpečnosti tak skončilo se zánikem jeho funkce po téměř 23 letech.

## Konec života
V polovině roku 1964 Connor obnovil své působení v politice a byl zvolen jako prezident komise pro veřejné služby. V prosinci roku 1966 prodělal mrtvici a až dokonce života byl odkázán na invalidní vozík. V roce 1968 byl opět zvolen jako prezident komise pro veřejné služby, ovšem v roce 1972 byl ve volbách poražen.
V únoru 1973 prodělal další mrtvici, po které se ocitl v kómatu. Zemřel o několik týdnů později v březnu téhož roku.

## Connor a současnost
Connorova brutalita a tolerance vůči násilí proti aktivistům za občanská práva z něj udělali symbol institucionálního rasismu. Je zmíněn v několika filmech a písních, například ve filmu Our Friend, Martin z roku 1999 nebo v písni „Talking Birmingham Jam“ od folkového zpěváka Phila Ochse z roku 1965. Jednou z nejaktuálnějších zmínek o Bullu Connorovi lze najít v písni „Racists“ od americké punk-rockové kapely Anti-Flag.